# Casemate de Wittring
Die Kasematte von Wittring in Frankreich gehört zur Maginot-Linie und wurde 1938 erbaut.
Sie befindet sich im Verteidigungssektor Saar, Abschnitt Kalhausen, und gehört demzufolge zur so genannten  „neuen Front“. Eine der Besonderheiten der Kasematte ist, dass sie mit vier Panzerglocken ausgestattet ist: zwei GFM-Glocken (Beobachter ausgestattet mit Schnellfeuergewehr) und zwei AM-Glocken (arme-mixte = Kombinationswaffe). Weitere Seltenheit: eine der AM-Glocken hat nur eine Scharte.

## Bewaffnung
- 2 Panzerglocken mit je einer Kombinationswaffe (arme mixte) – 25 mm PAK + 2 Schnellfeuergewehre Mod. Mac 31
- 2 Panzerglocken für Beobachter ausgestattet mit Maschinengewehr – Kal. 7,5 mm Mod. 24/29
- 1 Scharte für doppeltes Festungsmaschinengewehr Kal. 7,5 mm  (Mac 31) im Wechsel mit einer 47 mm Panzerabwehrkanone (PAK)
- 1 Schießscharte für doppeltes Festungsmaschinengewehr Kal. 7,5 mm (Mac 31)
- 2 Scharten mit Maschinengewehr Mod. 24/29 (äußere Eingangsverteidigung und äußere Kampfraumverteidigung)
- 1 Scharte mit Maschinengewehr Mod. 24/29  (innere Eingangsverteidigung)

Außerdem waren die ca. 30 Mann Besatzung mit franz. Karabiner Mod. MAS-36 ausgestattet.
Die elektrische Versorgung erfolgte über das öffentliche Netz.  War die Außenversorgung ausgefallen, lieferten zwei Notstromaggregate Mod. CLM 2PJ65  die erforderliche Energie.
Zwölf französische Soldaten befanden sich in der Kasematte als diese von der deutschen Wehrmacht am 21. Juni 1940, während der Kampfhandlungen an der Saar, gestürmt wurde. Bis zu diesem Zeitpunkt bekam  die Kasematte ihre Befehle aus der Kommandostelle im Werk (Panzerwerk 434) du Haut-Poirier. Dieses Werk befindet sich ca. 1,5 km weiter, auf dem Gelände der Gemeinde Achen und die Kasematte von Wittring wurde als „Bloc 4“ geführt.
Laut Aussagen des Veteranen J. Freyermuth, gehörte zu der Kasematte auch ein kleines Häuschen, das als Küche diente. Dort wurden die Mahlzeiten für die Besatzung der Kasematte von Wittringen sowie der benachbarten Kasematte vom Grand-Bois vorbereitet (diese befindet sich  ca. 800 m entfernt in Richtung des Werkes des Haut-Poirier). Bis zum Heranrücken der US-Streitkräfte Ende 1944/Anfang 1945 benutzte die Wehrmacht die Kasematte als Lagerkommandantur.